# Norman Panama
Norman Panama (* 21. April 1914 in Chicago, Illinois; † 13. Januar 2003 in Los Angeles, Kalifornien) war ein US-amerikanischer Drehbuchautor, Filmproduzent, Filmregisseur und Schriftsteller.

## Leben und Wirken
Panama hatte den Kommilitonen Melvin Frank während seines Studiums an der Universität von Chicago kennengelernt und mit ihm sein erstes Theaterstück (Keep Off the Grass, 1940 am Broadway aufgeführt) verfasst. 1938 gingen beide Freunde nach Los Angeles, schrieben Manuskripte für zahlreiche Radio-Comedyshows und knüpften 1941 mit der Story zum Bob-Hope-Lustspiel „Geliebte Spionin“ (My Favorite Blonde) ihren ersten Kontakt zum Film. Im Jahr darauf begannen beide Männer mit ihrer Arbeit als Drehbuchautoren.
1950 erhielten Panama und Frank erstmals Gelegenheit, auch Regie zu führen. Sie begannen damit, eigene Drehbücher zu verfilmen, am erfolgreichsten bei turbulenten Stoffen mit Starkomiker Danny Kaye (Die Lachbombe, Weiße Weihnachten, Der Hofnarr). Daneben war vor allem Bob Hope der bevorzugte Star des Duos (Ich heirate meine Frau, So eine Affäre und unter alleiniger Regie von Norman Panama: Der Weg nach Hongkong). Gelegentliche Abstecher in das dramatische Fach (Die Falle von Tula) waren weit weniger erfolgreich.
Norman Panamas / Melvin Franks bekanntestes Theaterstück war Li’l Abner, das beide Männer im Herbst 1956 erfolgreich am Broadway aufführten und das Panama auch für das Fernsehen inszenierte.
Nach 1961 gingen beide Filmemacher getrennte Wege. Während Frank amüsante, boulevardhafte Komödien mit pointenreichen Dialogen umsetzte, blieb Norman Panama beim Kino weitgehend inaktiv. Stattdessen führte er Fernsehregie: Barnaby and Me, The Stewardesses, Mrs. Katz and Katz, How Come You Never See Dr. Jekyll and Mr. Hyde Together?, Coffee, Tea or Me?. Norman Panama schrieb außerdem den Roman The Glass Bed und die Stücke A Talent for Murder und The Bats of Portobello.
Panama wurde insgesamt dreimal für den Oscar nominiert: 1947 für Der Weg nach Utopia, 1955 für Die Lachbombe und 1961 für So eine Affäre.

## Filmografie (Auswahl)
- 1946: Mit Pinsel und Degen (Monsieur Beaucaire)
- 1948: Der Superspion (A Southern Yankee) (Story)
- 1948: Ein Pferd namens October (The Return of October)
- 1950: Das Raubtier ist los (The Reformer and the Redhead)
- 1951: Strictly Dishonorable
- 1951: Der Cowboy, den es zweimal gab (Callaway Went Thataway)
- 1952: Die letzte Entscheidung (Above and Beyond)
- 1954: Die Lachbombe (Knock on Wood)
- 1955: Der Hofnarr (The Court Jester)
- 1956: Ich heirate meine Frau (That Certain Feeling)
- 1959: Die Falle von Tula (The Trap)
- 1962: Der Weg nach Hongkong (Road to Hongkong)
- 1966: Finger weg von meiner Frau (Not with My Wife, You Don’t)
- 1969: The Maltese Bippy
- 1969: Missgeschick und Eheglück (How to Commit Marriage)
- 1976: Ich will, ich will… vielleicht? (I Will, I Will… for Now)